# Stazione di Kōzu (Kanagawa)
La stazione di Kōzu (国府津駅?, Kōzu-eki) è una stazione ferroviaria situata nella città di  Odawara nella prefettura di Kanagawa. Dista 77,7 km ferroviari dalla stazione di Tokyo

## Linee
- JR East
  - ■ Linea principale Tōkaidō
  - ■ Linea Shōnan-Shinjuku
  - ■ Linea Gotemba

## Struttura
La stazione è dotata di una banchina laterale e di due a isola serventi 5 binari
| 1-2 | ■ Linea principale Tōkaidō |  | per Odawara, Atami, Numazu e Itō                   |
| 3   | ■ Linea Gotemba            |  | per Matsuda, Yamakita, Gotemba e Numazu            |
| 4-5 | ■ Linea principale Tōkaidō |  | per Hiratsuka, Ōfuna, Yokohama e Tokyo             |
| 4-5 | ■ Linea Shōnan-Shinjuku    |  | per Shinjuku, Ōmiya, Kumagaya, Takasaki e Maebashi |

## Stazioni adiacenti
| «                        | Servizio                 | »                        |
| Linea principale Tōkaidō | Linea principale Tōkaidō | Linea principale Tōkaidō |
| ------------------------ | ------------------------ | ------------------------ |
| Ninomiya                 | Locale                   | Kamonomiya               |
| Hiratsuka                | Acty                     | Odawara                  |
| Hiratsuka                | Rapido pendolari         | Odawara                  |
| Linea Shōnan-Shinjuku    |                          |                          |
| Ninomiya                 | Rapido                   | Ninomiya                 |
| Hiratsuka                | Rapido speciale          | Odawara                  |
| Linea Gotemba            |                          |                          |
| Capolinea                | Rapido                   | Shimo-Soga               |